# 一桿青空
《一桿青空》（日语：空色ユーティリティ）是動畫公司Yostar Pictures製作的原創日本動畫，2021年12月31日在Tokyo MX播放僅一集的動畫短篇，這也是該公司首次推出的原創作品。描述三個高中生少女享受打高爾夫球的過程與樂趣。
2024年2月8日，宣佈將製作新的電視動畫，仍由Yostar Pictures擔任動畫製作，2025年1月開始播放。

## 登場人物

### 主要角色
青羽美波（聲：高木美佑）
各方面都正常的普通高中一年級女學生，16歲。為了享受高中生活，她正在尋找新的東西，嗜好是社交网络游戏（手遊），整體來說不太擅長運動，但也有貼心的一面。開始打高爾夫的日子很短，但能夠打一個標準桿！
茜遙（聲：天海由梨奈）
在高爾夫練習場打工的高中三年級女學生，18歲。她是一位天才，擁有出色的高爾夫球技術。熱愛高爾夫的一切，總是把它放在首位。個性開朗活潑，與每個人交談都很友善，但似乎是出於某種原因，她很少談論自己的過去。
星美彩花（聲：後藤彩佐）
大學三年級女學生，21歲，既是網紅又是模特兒。為此她始終具有高度的審美觀，很注重美容，並對高爾夫充滿熱情。把美波當作自己的妹妹一般疼愛，和遙是好朋友。她對時尚的高爾夫服裝有獨到的眼光。
秋名泉美（聲：花守由美里）
美波的同學。雖然個性冷酷，但總是關心著青梅竹馬美波。她加入了將棋社，國中時期就有參加全國大賽的能力。
田所昌夫／昌（聲：井上和彦）
高爾夫練習場的三位常客之一。75歲的老人。他是一位氣氛製造者，感情豐富，善於帶動氛圍，擅長推桿。他稱讚美波是「天使」，有時會差點就靈魂出竅。
田邊長介／長（聲：堀内賢雄）
高爾夫練習場的三位常客之一。65歲的老人，一身紳士風度。在常客三人組裡負責吐槽。他總是很冷靜，擅長近距切球，擁有豐富的高爾夫知識。
田中哲弘／哲（聲：森川智之）
高爾夫練習場的三位常客之一。熱情的55歲男人。他開車技術好，擊球有力，擅用1號木桿猛烈擊球，但腰不太好。雖然他是常客三人中年紀最小的一個，但很體貼，很會照顧別人。

### 其他角色
青羽正樹（聲：田村睦心）
美波的弟弟。
美波和正樹的母親（聲：水野理紗）
一名家庭主婦。
惠（聲：本田貴子）
她是一名桿娣，也是遙的老朋友。是一位球技高超的高爾夫球手，曾立志成為職業高爾夫球手。
夜嵐日向（聲：長繩麻理亞）
一位居住在海外的年輕小姐。作為天才的初中生高爾夫球手而受到關注。受到美國女子業餘錦標賽亞軍遙的啟發後，她開始打高爾夫球。回來日本是為了看美波她們在高爾夫模擬遊戲中的得分比她高，但在遙的敦促下，她和美波組隊與遙和彩花進行雙打比賽。

## 短篇作品
2021年12月31日，在日本Tokyo MX電視台播放僅一集的動畫短篇，播放後亦在Youtube平台上傳完整版本，免費提供觀看。此動畫短篇的影片全長約30分鐘，前15分鐘描述整個劇情，後15分鐘則是聲優演員與劇集製作人員之間的對話。
片尾曲群青 Love theory
主唱：HAM，作詞：，作曲、編曲：Daisuke Horita。

## 電視動畫

### 製作人員
- 導演：齊藤健吾
- 系列構成：佐藤裕
- 編劇：佐藤裕、皋月彩、水月秋
- 角色設計、總作畫監督：齊藤健吾
- 動畫製作：Yostar Pictures

### 主題曲
片頭曲
主唱：大石昌良 feat. 鈴木愛理，作詞、作曲、編曲：大石昌良。
片尾曲
主唱、作詞、作曲：矢作萌夏，編曲：宗本康兵、矢作萌夏。

### 各話列表
| 話數   | 標題            | 劇本   | 分鏡               | 演出                 | 作畫監督                                                                                  | 首播日期      |
| ------ | --------------- | ------ | ------------------ | -------------------- | ----------------------------------------------------------------------------------------- | ------------- |
| 第1桿  | Special的相遇   | 佐藤裕 | 池田重隆、齊藤健吾 | 池田重隆、加藤秀作   | 德田拓也、清水拓磨、鬱山想、青木裕子、Zearth Sato、齊藤直貴、Grand Guerrilla              | 2025年 1月4日 |
| 第2桿  | Special的朋友   | 佐藤裕 | 池田重隆、齊藤健吾 | 加藤秀作             | 辻浩樹、鬱山想、Zearth Sato、酒井KEI、青木裕子                                            | 1月11日       |
| 第3桿  | Special的工作   | 皋月彩 | 池田重隆、齊藤健吾 | 伊藤然一郎           | 德田拓也、鬱山想、青木裕子、佐藤美音子、株式會社Laplace、Grand Guerrilla                  | 1月18日       |
| 第4桿  | Special的球桿   | 水月秋 | 池田重隆、齊藤健吾 | 奥野浩行             | 平松康佑、彭佩琦、關川稀、梅澤茉里                                                        | 1月25日       |
| 第5桿  | Special的特訓   | 佐藤裕 | 池田重隆、齊藤健吾 | 加藤秀作             | 辻浩樹、菊田裕司、德田拓也、Zearth Sato、酒井KEI、佐藤美音子、天界                        | 2月1日        |
| 第6桿  | Special的繞場   | 水月秋 | 田部伸一           | 三三尻克成           | 辻浩樹、德田拓也、清水拓磨、鬱山想、柿畑文乃、Zearth Sato、佐藤美音子                     | 2月8日        |
| 第7桿  | Special的必殺技 | 佐藤裕 | 田部伸一           | 深瀨重               | 新保卓郎、關田有紀子                                                                      | 2月15日       |
| 第8桿  | Special的桿娣   | 皋月彩 | 渡邊慎一           | 奥野浩行             | 平松康佑、關川稀、梅澤茉里、野田康行                                                      | 2月22日       |
| 第9桿  | Special的爆紅   | 水月秋 | 中島政興           | 伊藤然一郎、加藤秀作 | 佐佐木政勝                                                                                | 3月1日        |
| 第10桿 | Special的大小姐 | 佐藤裕 | 鈴木裕輔           | 加藤秀作             | 菊田裕司、Zearth Sato、野田康行、新保卓郎、關田有紀子                                     | 3月8日        |
| 第11桿 | Special的雙打   | 皐月彩 | 星川隆文           | 田部伸一             | 郁山想、酒井KEI、Zearth Sato、佐藤美音子、關田有紀子                                      | 3月15日       |
| 第12桿 | Special的特別   | 水月秋 | 雨宮哲             | 三三尻克成           | 鬱山想、辻浩樹、德田拓也、清水拓磨、菊田裕司、柿畑文乃、平松康佑、Zearth Sato、關天有紀子 | 3月22日       |

### 播映平台
日本深夜動畫：下文記載的日本国内播放時間使用日本標準時間（UTC+9）表示。因為部分時間标识會採用30小时制，因此請留意这类超过24:00的时间，其實際播放時間為翌日清晨。
| 播放日期             | 播放時間（UTC+9）   | 播放電視台 | 播放地區 | 備註  |
| -------------------- | ------------------- | ---------- | -------- | ----- |
| 2025年1月4日—3月22日 | 星期六 1:00－1:30   | Tokyo MX   | 東京都   |       |
| 2025年1月5日—3月23日 | 星期日 23:30－00:00 | BS日本     | 日本全域 | [ b ] |
| 2025年1月7日—3月25日 | 星期二 22:00－22:30 | AT-X       | 日本全域 | [ c ] |

### BD
| 卷數   | 發售日期      | 收錄話數     | 規格編號   |
| ------ | ------------- | ------------ | ---------- |
| Vol.01 | 2025年3月26日 | 第1話—第4話  | PCXP-51181 |
| Vol.02 | 2025年4月23日 | 第5話—第8話  | PCXP-51182 |
| Vol.03 | 2025年5月28日 | 第9話—第12話 | PCXP-51183 |

## 外部連結
- 官方特設網站（日語）
- 動畫官方網站（日語）
- 電視動畫的X（前Twitter）（日語）